# Ragin', Full-On
Ragin', Full-On è il primo album in studio del gruppo musicale statunitense Firehose, pubblicato nel 1986.

## Tracce
Side Ed
1. Brave Captain – 3:11 (Ed Crawford, Mike Watt)
2. Under the Influence of Meat Puppets – 1:56 (Kira Roessler, Watt)
3. It Matters – 1:36 (Roessler, Watt)
4. Chemical Wire – 2:40 (Watt)
5. Another Theory Shot to Shit – 2:30 (Watt)
6. On Your Knees – 2:16 (Crawford, George Hurley)
7. Locked In – 2:56 (Roessler, Watt)

Side More Ed
1. The Candle and the Flame – 3:11 (Crawford, Watt)
2. Choose Any Memory – 2:02 (Crawford)
3. Perfect Pairs – 2:21 (Crawford, Roessler, Watt)
4. This... – 1:40 (Crawford)
5. Caroms – 2:02 (Crawford, Hurley)
6. Relatin' Dudes to Jazz – 1:35 (Roessler, Watt)
7. Things Could Turn Around – 3:08 (Roessler, Watt)

## Formazione
- Ed Crawford - chitarra, voce
- Mike Watt - basso, voce
- George Hurley - batteria